# マクア語
マクア語 (Makhuwa)は、ニジェール・コンゴ語族のバントゥー語群に属する言語である。話者は主にモザンビーク内のザンベジ川北側のナンプーラ州やカボ・デルガード州に居住するマクア族の人々であり、タンザニア南東部にも話者がみられる。話者人口は約300万人である。
マクア語は現在も当該地域の住民の主要言語であるが、他部族出身者も含む都市部においては、公用語が会話に用いられる（モザンビークではポルトガル語、タンザニアではスワヒリ語）。
マクア語はチェワ語と同様にロムウェ語と言語分類的に近い関係にある。
マクア語のラテン文字表記はMakhuwaの他にMakua、Macuaとも綴られる。

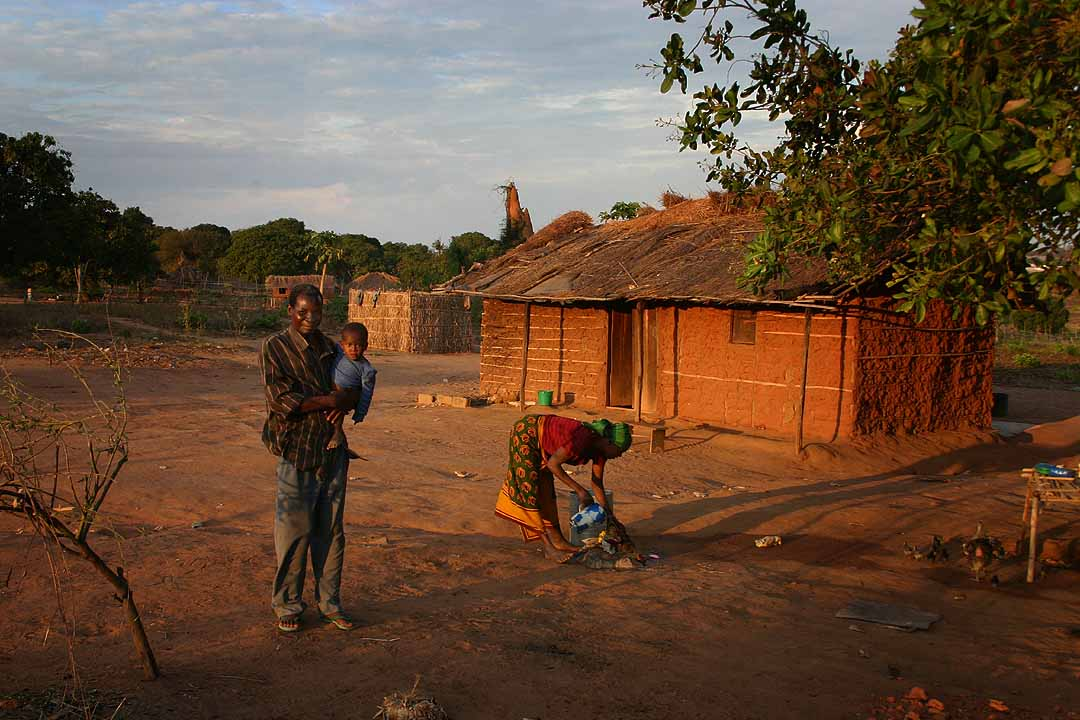
ナンプーラ州内のマクア族の家族